# 盤古路
盤古路是中華人民共和國上海市寶山區一條東西走向道路，西起月城路，東至吳淞口路，為瀝青路面，修築於1980年。當時路名為北三路。1981年更名為盤古路，路名來自於黑龙江省大兴安岭地区塔河县盤古鎮。